# Jhon Kennedy Hurtado
Jhon Kennedy Hurtado (Palmira, Valle del Cauca, Colombia; 16 de mayo de 1984) es un futbolista colombiano. Juega como defensa y su equipo actual  es último equipo fue Chivas USA de la MLS en 2014.

## Trayectoria
Jugó en el 2007 con el Deportivo Cali, jugando esa temporada y la del 2008 con el club caleño. 
En los primeros días del 2009 viaja a Italia como jugador en prueba en el AC Milan. El 21 de enero jugó su primer partido con el club Rossonero, un amistoso frente al Hannover en reemplazo del suizo Philippe Senderos. Luego de finalizar su periodo de pruebas regresó a Colombia para jugar con el Deportivo Cali durante el Torneo Apertura, aunque se esperaba que jugara con el Grasshopper de Suiza. Finalmente, Hurtado fichó con el Seattle Sounders FC, equipo debutante en la Major League Soccer de los Estados Unidos en la temporada 2009. Allí actuó con su compañero Freddy Montero.

## Clubes
| Club                    | País                | Año                 | Partidos | Goles |
| ----------------------- | ------------------- | ------------------- | -------- | ----- |
| Unión Magdalena         | Colombia            | 2004                | 8        | 0     |
| Monagas                 | Venezuela           | 2005                | 0        | 0     |
| Centauros Villavicencio | Colombia            | 2006                | 12       | 0     |
| Expreso Rojo            | Colombia            | 2006                | 17       | 1     |
| Real Cartagena          | Colombia            | 2007                | 28       | 0     |
| Deportivo Cali          | Colombia            | 2008                | 26       | 0     |
| Seattle Sounders        | Estados Unidos      | 2009 - 2013         | 143      | 0     |
| Chicago Fire            | Estados Unidos      | 2014                | 23       | 1     |
| Chivas USA              | Estados Unidos      | 2014                | 6        | 0     |
| Total en su carrera     | Total en su carrera | Total en su carrera | 263      | 2     |

## Palmarés

### Torneos Locales
| Distinción               | Año  |
| ------------------------ | ---- |
| Lamar Hunt U.S. Open Cup | 2009 |
| Lamar Hunt U.S. Open Cup | 2010 |
| Lamar Hunt U.S. Open Cup | 2011 |